# Índice de calidad ambiental
Los Índices de Calidad Ambiental (ICA) sirven para resumir las características del medio ambiente evaluando sus condiciones en relación con la salud de la población.

## Categorías
Podemos considerar cuatro grados o niveles:
1. Admisible.  Representa un estado ambiental saludable, con proporciones de  contaminantes a las que no aparecen alteraciones fisiológicas ni  reacciones de protección o adaptación. Por ejemplo, la concentración de cloro residual que se puede encontrar en el agua tras el proceso de desinfección de aguas mediante cloración, su consumo diario no produce alteraciones en la salud.
2. Alerta (percepción).  Se presentan reacciones de molestia al ser percibidas por los órganos  de los sentidos (umbral de percepción) y se inducen respuestas  fisiológicas reflejas (lagrimeo, tos y estornudo). Supone necesidad de limitar los efluentes. Situación habitual en grandes ciudades, donde se toman medidas como la promoción del transporte público para reducir las emisiones producidas por los automóviles y, por tanto, los niveles de contaminación del aire y sus consecuencias en la salud de los ciudadanos.[2]
3. Alarma. Contiene  concentraciones capaces de producir o agravar patologías crónicas, con  previsible aumento de morbilidad y mortalidad, especialmente para  enfermos cardiorrespiratorios. Como los niños de las Islas Faroe que mostraron problemas neurológicos originados por el consumo materno durante el embarazo de carne de ballena piloto (Globicephala spp) con altas concentraciones de mercurio.[3]
4. Peligro. Son  valores a los que se producirán, probablemente, patologías agudas en la  mayor parte de la población. Es situación de emergencia, por ejemplo, accidentes industriales como el desastre de Séveso.